# James H. Schmitz
James Henry Schmitz (* 15. Oktober 1911 in Hamburg; † 18. April 1981 in Los Angeles) war ein US-amerikanischer Science-Fiction-Autor.

## Leben
Seine amerikanischen Eltern hielten sich zu der Zeit seiner Geburt in Hamburg auf. Schmitz durchlief das Realgymnasium in Hamburg und wuchs somit zweisprachig (deutsch und englisch) auf. Während des Ersten Weltkriegs flohen seine Eltern wieder zurück in die USA, um nach Ende des Kriegs wieder zurückzukehren. 1930 zog er nach Chicago und besuchte eine Business School, die er verließ, um Journalismus-Kurse zu belegen. Aufgrund der Großen Depression fand er im Anschluss keine Anstellung und kehrte nach Deutschland zurück, um in der Firma seines Vaters zu arbeiten. Schmitz blieb in Deutschland bis 1939. In verschiedenen Städten arbeitete er von 1932 bis 1939 für International Harvester. Kurz vor dem Ausbruch des Zweiten Weltkriegs verließ die Familie Deutschland.
Während des Kriegs war er Luftbildfotograf des United States Army Air Corps im Pazifik. Nach Ende des Kriegs handelten James und sein Schwager mit Anhängern, gaben das Geschäft aber 1949 auf. Im Anschluss zog Schmitz nach Kalifornien, wo er bis zu seinem Tod lebte. Schmitz starb 1981 an einer Lungeninsuffizienz nach fünfwöchigem Aufenthalt in einem Krankenhaus in Los Angeles. Seine Tochter ist die bekannte Fantasy-Schriftstellerin Mercedes Lackey.

## Werk
Schmitz schrieb zumeist Kurzgeschichten, die vorwiegend in Astounding und Galaxy Science Fiction erschienen. Gale Biography in Context sagte über ihn „…a craftsmanlike writer who was a steady contributor to science fiction magazines for over 20 years.“ in etwa: „…ein handwerklich guter Autor, der über 20 Jahre stetig Beiträge zu Science Fiction Magazinen lieferte…“ Er war bekannt dafür, Space Operas zu schreiben und dafür sehr starke weibliche Charaktere zu beschreiben, wie Telzey Amberdon und Trigger Argee, dies entsprach nicht der stereotypen Sicht der Zeit, in der er schrieb. Seine erste veröffentlichte Kurzgeschichte war Greenface im Jahr 1943.
Die meisten seiner Werke sind Bestandteil der „Hub“-Serie, auch sein wohl bekanntester Roman Die Hexen von Karres, von der Gardner Dozois sagte: „is usually thought of as Schmitz’s best work“ – „…üblicherweise wird sie als die beste Arbeit von Schmitz angesehen…“. Die Handlung befasst sich mit „Hexen“, die über Para-Kräfte verfügen und deren Flucht vor der Sklaverei. Der Roman war für den Hugo Award nominiert. Im Laufe der Jahre wurden seine Werke von Baen Books mit Vorworten von Eric Flint neuaufgelegt.
Greg Fowlkes, Chefredakteur von Resurrected Press, schrieb "During the 50’s and 60’s „Space Opera“ and James H. Schmitz were almost synonymous. He was famous for his tales of interstellar secret agents and galactic criminals, and particularly for heroines such as Telzey Amberdon and Trigger Argee. Many of these characters had enhanced „psionic“ powers that let them use their minds as well as their weapons to foil their enemies. All of them were resourceful in the best heroic tradition." – "In den 1950ern und 1960ern war der Begriff „Space Opera“ und James H. Schmitz identisch. Er war berühmt für seine Geschichten über interstellare Agenten und galaktische Kriminelle und natürlich auch für weibliche Heldinnen wie Telzey Amberdon und Trigger Argee. Viele seiner Charaktere besitzen übersinnliche Fähigkeiten, mit deren Hilfe sie gegen ihre Gegner vorgehen. Alle seine Protagonisten waren in bester Heldentradition sehr einfallsreich."

## Bibliografie
Die Serien sind nach dem Erscheinungsjahr des ersten Teils geordnet.
Agents of Vega (Kurzgeschichtenserie)
- Agent of Vega (1949)
  - Deutsch: Agent der Wega. Ullstein 2000 #129 (3338), 1977, ISBN 3-548-03338-5.
- The Truth About Cushgar (1950)
  - Deutsch: Die Unterwerfung Cushgars. Ullstein 2000 #129 (3338), 1977, ISBN 3-548-03338-5.
- The Second Night of Summer (1950)
  - Deutsch: Der Köder. Ullstein 2000 #129 (3338), 1977, ISBN 3-548-03338-5.
- The Illusionists (1951, auch als Space Fear)
  - Deutsch: Die Illusionisten. Ullstein 2000 #131 (3351), 1977, ISBN 3-548-03351-2.
- Agent of Vega (1960, Sammlung)
  - Deutsch: Science-Fiction-Stories 67. Ullstein 2000 #129 (3338), 1977, ISBN 3-548-03338-5.
- Agent of Vega & Other Stories (2001, Sammlung)

The Hub Universe
The Hub:
- 1 A Tale of Two Clocks (1962, auch als Legacy, 1979)
- 2 Nice Day for Screaming, and Other Tales of the Hub (1965, Sammlung)
- 3 The Demon Breed (1968, auch als The Tuvela)
  - Deutsch: Dämonenbrut. Ullstein 2000 #62 (3022), 1973, ISBN 3-548-13022-4.
- 4 A Pride of Monsters (1970, Sammlung)
- Grandpa (1955, Kurzgeschichte)
  - Deutsch: Opa. In: Arthur C. Clarke (Hrsg.): Komet der Blindheit. Heyne Science Fiction & Fantasy #3239/3240, 1971.
- Sour Note on Palayata (1956, Kurzgeschichte)
- Harvest Time (1958, Kurzgeschichte)
- Lion Loose (1961, Kurzgeschichte)
- The Other Likeness (1962, Kurzgeschichte)
- The Winds of Time (1962, Kurzgeschichte)
  - Deutsch: Zeitdrift. In: Wolfgang Jeschke (Hrsg.): Die sechs Finger der Zeit. Lichtenberg (Science Fiction für Kenner #13), 1971, ISBN 3-7852-2013-8.
- The Machmen (1964, Kurzgeschichte)
- A Nice Day for Screaming (1965, Kurzgeschichte)
- Planet of Forgetting (1965, auch als Forget It, Kurzgeschichte)
  - Deutsch: Planet des Vergessens. In: Science-Fiction-Stories 60. Ullstein 2000 #115 (3250), 1976, ISBN 3-548-03250-8.
- The Pork Chop Tree (1965, Kurzgeschichte)
- Balanced Ecology (1965, auch als The Diamondwood Trees, Kurzgeschichte)
  - Deutsch: Ausgeglichene Ökologie. In: Damon Knight (Hrsg.): Computer streiten nicht. Lichtenberg (Science Fiction für Kenner #4), 1970.
- Trouble Tide (1965, Kurzgeschichte)
- The Searcher (1966, Kurzgeschichte)
- Attitudes (1969, Kurzgeschichte)
- Aura of Immortality (1974, Kurzgeschichte)
  - Deutsch: Im Bann der Unsterblichkeit. In: Walter Spiegl (Hrsg.): Science-Fiction-Stories 82. Ullstein Science Fiction & Fantasy #31015, 1980, ISBN 3-548-31015-X.

Telzey Amberdon:
- 1 The Universe Against Her (1964)
  - Deutsch: Die Xenotelepathin. Utopia Zukunftsroman #545,1967.
- 2 The Lion Game (1973)
  - Deutsch: Das Psi-Spiel. Ullstein 2000 #72 (3061), 1974, ISBN 3-548-03061-0.
- 3 The Telzey Toy and Other Stories (1973, Sammlung)
- The Vampirate (1953, auch als Blood of Nalakia, Kurzgeschichte)
- The Star Hyacinths (1961, auch als The Tangled Web, Kurzgeschichte)
- Novice (1962, Kurzgeschichte)
- Undercurrents (1964, Kurzgeschichte)
- Goblin Night (1965, Kurzgeschichte)
  - Deutsch: Nacht des Schreckens. In: Science-Fiction-Stories 65. Ullstein 2000 #126 (3314), 1977, ISBN 3-548-03314-8.
- Sleep No More (1965, Kurzgeschichte)
- Resident Witch (1970, Kurzgeschichte)
  - Deutsch: Tauschaktion. In: Walter Spiegl (Hrsg.): Science-Fiction-Stories 25. Ullstein 2000 #45 (2964), 1973, ISBN 3-548-02964-7.
- Compulsion (1970, Kurzgeschichte)
- The Telzey Toy (1971, auch als Ti's Toys, Kurzgeschichte)
  - Deutsch: Der Puppenspieler. In: Walter Spiegl (Hrsg.): Science-Fiction-Stories 13. Ullstein 2000 #22 (2883), 1972, ISBN 3-548-02883-7.
- Company Planet (1971, Kurzgeschichte)
- Glory Day (1971, Kurzgeschichte)
- Poltergeist (1971, Kurzgeschichte)
- The Lion Game (1971, Kurzgeschichte)
- Child of the Gods (1972, Kurzgeschichte)
- The Symbiotes (1972, Kurzgeschichte)

The Complete Federation of the Hub (Sammlungen):
- 1 Telzey Amberdon (2000)
- 2 T'nT: Telzey & Trigger (2000)
- 3 Trigger & Friends (2001)
- 4 The Hub: Dangerous Territory (2001)

Romane
- The Witches of Karres (1966)
- The Eternal Frontiers (1973)
  - Deutsch: Welt im Würgegriff. Ullstein 2000 #86 (3110), 1975, ISBN 3-548-03110-2.

Sammlungen
- The Best of James H. Schmitz (1991)
- Eternal Frontier (2002)
- Original Edition of Edited Schmitz Stories (2005)
- The Winds of Time and Other Stories (2008)

Kurzgeschichten
- Greenface (1943)
- The Witches of Karres (1949)
  - Deutsch: Die Hexen von Karres. In: Ben Bova, Wolfgang Jeschke (Hrsg.): Titan 14. Heyne Science Fiction & Fantasy #3734, 1980, ISBN 3-453-30637-6.
- Captives of the Thieve-Star (1951)
- The End of the Line (1951)
- The Altruist (1952)
- We Don't Want Any Trouble (1953)
  - Deutsch: Wir wollen keinen Streit. In: Lothar Heinecke (Hrsg.): Galaxis Science Fiction, #1. Moewig, 1958.
- Caretaker (1953)
  - Deutsch: Wächter. In: Lothar Heinecke (Hrsg.): Galaxis Science Fiction, #13. Moewig, 1959.
- The Ties of Earth (1955)
- The Big Terrarium (1957)
- Summer Guests (1959)
- Gone Fishing (1961)
  - Deutsch: Der Angler. In: Walter Spiegl (Hrsg.): Science-Fiction-Stories 16. Ullstein 2000 #28 (2899), 1972, ISBN 3-548-02899-3.
- An Incident on Route 12 (1962)
- Swift Completion (1962)
- Rogue Psi (1962)
- Watch the Sky (1962)
- These Are the Arts (1962)
- Novice (Conclusion) (1962)
- Left Hand, Right Hand (1962)
- The Beacon to Elsewhere (1963)
- Oneness (1963)
- Ham Sandwich (1963)
- Clean Slate (1964)
- Spacemaster (1965)
- Research Alpha (1965, mit A. E. van Vogt)
  - Deutsch: Projekt Omega. In: A. E. van Vogt: Die Zeit der Androiden, Pabel Verlag, Rastatt 1973 (Terra Taschenbuch #217)
- Faddist (1966)
- Where the Time Went (1968)
- Just Curious (1968)
- The Custodians (1968)
  - Deutsch: Hüter der Menschheit. In: Walter Spiegl (Hrsg.): Science Fiction Stories 1. Ullstein 2000 #1 (2760), 1970.
- Would You? (1969)
- Crime Buff (1973)
- One Step Ahead (1974)